# دانييل غيران
دانييل غيران (بالفرنسية: Daniel Guérin )‏ (و. 1904 – 1988 م) هو سياسي، ومؤرخ، وكاتب فرنسي، ولد في الدائرة السابعة عشرة في باريس، توفي عن عمر يناهز 84 عاماً.